# Jai Singh III
 (janvier 2016).
Si vous disposez d'ouvrages ou d'articles de référence ou si vous connaissez des sites web de qualité traitant du thème abordé ici, merci de compléter l'article en donnant les références utiles à sa vérifiabilité et en les liant à la section « Notes et références ».
Jai Singh III (25 avril 1819 - 6 février 1835), fut Maharaja de Jaipur de 1819 à 1835. Il fut surnommé durant son règne Jai le bien-aimé. 
Il fut un allié des monarchies européennes, et surtout de la monarchie britannique. Ses relations avec la monarchie française furent compliquées. 
Il est le père de Ram Singh II.

## Biographie
Jai Singh III devint roi de Jaipur à l'âge à un an, après la mort de son père, le roi Jagat Singh.
Sa mère exerce la régence de 1819 à 1827, puis son oncle, de 1827 à 1833.
Il meurt en 1835 après 16 ans de règne.
Son épouse étant enceinte de leur fils, elle exerce la régence jusqu'à la majorité de Ram Singh II.